# Icosta minor
Icosta minor är en tvåvingeart som först beskrevs av Bigot in Thompson 1858.  Icosta minor ingår i släktet Icosta, och familjen lusflugor. Arten är reproducerande i Sverige.